# Pandanet
Pandanet (ursprünglich und manchmal auch als IGS,  kurz für Internet Go Server), mit Standort in Tokio, Japan, ist ein Internet-Go-Server, der Gospielern erlaubt, über das Internet mit Anderen Go zu spielen und bei Spielen zuzuschauen. Er wurde 1992 von Tim Casey, Chris Chisolm und Mark Okada ins Leben gerufen und war der erste Server seiner Art. Pandanet ist weltweit einer der größten Goserver, der, abhängig von der Tageszeit, durchschnittlich über 3000 Spieler gleichzeitig hostet.

## Geschichte
IGS wurde erstmals im Februar 1992 für die Öffentlichkeit zugänglich gemacht. Der erste Server stand an der University of New Mexico. Noch im ersten Jahr wurden zwei weitere Server eröffnet, einer an der University of California, Berkeley und einer am Institut Pasteur in Paris.

## Software
IGS bietet für verschiedene Plattformen eigene Clients an, jedoch ist auch das Login und das Spielen mit anderen Programmen möglich. Der aktuelle Client von Pandanet ist GoPanda, der eine Weiterentwicklung von gGo darstellt. Beide wurden in Java geschrieben und sind damit auf fast allen Betriebssystemen verwendbar. Beide Programme können auch mit einem auf demselben Rechner installierten GNU Go verbunden werden, um gegen das Programm zu spielen. Mittlerweile gibt es eine installierbare Version GoPanda2, die für Windows, Macintosh und Linux erhältlich und nicht mehr in Java geschrieben ist.

Des Weiteren werden die Clients glGo für Windows, Macintosh und Linux und Pandaegg für Windows zum Download angeboten. Für iOS- und Androidgeräte ist der Client Tetsuki erhältlich.

Weitere mit Pandanet verwendbare Clients sind beispielsweise qGo oder ViZiGo.

Es ist auch möglich, sich ohne Client per Telnet mit der Adresse igs.joyjoy.net auf den Ports 6969 und 7777 auf dem Server einzuloggen und zu spielen.

## Diverses
IGS Pandanet überträgt live Meisterschaftsspiele und professionelle Titelspiele für Titel wie beispielsweise den Meijin, Honinbo und Judan.

Außerdem hostet IGS Pandanet verschiedene Bildergalerien. Die Hauptgalerie zeigt japanische und chinesische Kunst, die Go zum Thema hat. Andere Galerien beinhalten Originalabzüge von Gofotografien und Fotografien des 19. und frühen 20. Jahrhunderts aus San Francisco und Chinatown.